# Arn, chevalier du Temple
Pour les articles homonymes, voir ARN (homonymie).
Série
Arn, le royaume au bout du chemin
(2008)
Pour plus de détails, voir Fiche technique et Distribution.
Arn, chevalier du Temple (Arn, Tempelriddaren) est un film réalisé par Peter Flinth en 2007, reprenant la trilogie médiévale de Jan Guillou, une fiction suédoise écrite autour du personnage d'Arn Magnusson, se passant du temps des croisades. Le film est sorti en décembre 2007 et la suite, Arn, le royaume au bout du chemin (titre original suédois : Arn, Riket vid vägens slut), est sorti en août 2008.

## Synopsis
À la suite d'un accident alors qu'il est encore un jeune enfant, Arn est grièvement blessé. Alors qu'il guérit, sa famille, ayant prié Dieu si fort, estime qu'il est de leur devoir de confier Arn aux moines. Il sera élevé dans une foi profonde, tandis qu'un moine, le frère Guilbert, un ancien templier, lui enseigne l'honneur et le maniement des armes. Très vite le jeune Arn développe des talents insoupçonnés, devenant un homme de grande valeur, tant morale que physique.
Alors qu'il atteint l'âge adulte, les moines estiment qu'il est temps pour lui de retrouver sa famille. En rentrant chez lui, il se retrouve en plein conflit territorial. Un seigneur voisin revendique l'appartenance des terres sur lesquelles sa famille vit pourtant depuis des siècles. Alors que son père s'apprête à sauver l'honneur de son clan en acceptant un duel, Arn prend la place de son père et maîtrise son rival avec une grande facilité.
Il va faire la connaissance de la belle Cecilia, fille d'un chef de clan, ami de la famille. Très vite les deux amoureux vont se jurer un amour indéfectible. Entre-temps, Arn retrouve son ami d'enfance Knut, celui-là même qui avait été témoin de son accident étant plus jeune. Ce dernier revient sur les terres de son père, alors roi de la province, lâchement assassiné par l'homme qui a pris sa place sur le trône.
Knut demande à Arn de venir avec lui dans sa quête de revanche. D'abord réticent, il accepte, et le roi despote est tué par Knut.
Arn va comprendre que le cœur des hommes n'est pas fait que de l'honneur qu'on lui a enseigné.
Sa liaison, hors mariage, est désormais connue de tous, ainsi que la grossesse de Cécilia, et la rumeur court que c'est lui l'assassin du roi. Son ami Knut n'ayant pas encore pris le pouvoir, Arn et Cécilia sont jugés sévèrement... 20 ans de pénitence dans un couvent pour la belle Cécilia, et 20 ans de pénitence dans le monastère où Arn a grandi.
L'abbé du monastère, connaissant la grandeur d'âme du jeune guerrier, réussit à faire commuer sa pénitence... puisque le frère Guilbert lui a enseigné l'art de la guerre sainte, Arn sera envoyé à Jérusalem afin de défendre la ville contre les Sarrasins et leur chef Saladin.
Bien des années plus tard, alors qu'il se bat dans le désert, il sauve la vie de trois hommes. L'un d'eux est justement Saladin. Les deux hommes, le temps d'un dîner, vont apprendre à se connaître et se respecter, malgré leur différend sur la politique des chrétiens et des musulmans.
Ils se rencontreront bien des fois, Arn s'illustrant brillamment sur le terrain en guerrier valeureux et fin stratège, ce qui lui vaut la confiance du grand maître des Templiers, et la jalousie de son second. Mais à la mort du grand maître, son second se révèle stupide et intransigeant, menant ses hommes à un massacre annoncé.
Sur le champ de bataille, Saladin tient sa revanche devant l'erreur tactique du commandant. Tous les templiers sont massacrés. Arn sera le seul survivant, sauvé et soigné par Saladin lui-même, qui lui était redevable pour lui avoir sauvé la vie lors de leur toute première rencontre.
Jérusalem tombe, et tous les croisés sont exécutés. Saladin, qui éprouve un profond respect pour Arn, lui octroie une escorte pour que ce dernier puisse rentrer chez lui.
À son retour, les choses ont bien changé, et un autre combat attend Arn... Bien qu'il retrouve sa bien-aimée Cécilia, et son fils qu'il n'avait jamais vu, Knut, son ami devenu roi, est malade et sur le déclin. L'histoire se répète alors quand le fils du roi assassiné jadis par Knut revient demander sa place sur le trône.
Le pays est fragile, et pas assez fort pour combattre ce fils qui a avec lui le soutien du Royaume de Danemark. Un pacte est alors conclu pour éviter le bain de sang. La couronne sera rendue à la condition expresse qu'Erik, le fils de Knut, soit déclaré vice-roi, retrouvant ainsi sa place à la mort du roi.
Le pacte est conclu, mais bien des mois plus tard, quand le roi tente de faire assassiner Erik, la famille Magnusson va de nouveau entrer en guerre.
Arn va mettre en pratique son savoir de la guerre pour former ceux de son peuple à une bataille difficile. En sous-nombre et pas assez exercés, les Suédois vont quand même se battre jusqu'à la victoire qui posera les fondements de l'unité du Royaume de Suède.

## Fiche technique
- Titre : Arn, chevalier du Temple
- Titre original : Arn, Tempelriddaren
- Réalisation : Peter Flinth
- Scénario : Hans Gunnarsson
- Musique : Tuomas Kantelinen
- Photographie : Eric Kress
- Montage : Søren B. Ebbe, Morten Højbjerg, Anders Villadsen
- Costumes : Kicki Ilander
- Production : Anna Asp
- Pays d'origine :  Suède,  Danemark,  Norvège,  Finlande,  Royaume-Uni,  Allemagne
- Langue : Suédois, anglais, arabe, latin
- Formats : couleurs - 2,35:1 - Dolby Digital - 35 mm
- Genre : Action et historique
- Durée : 139 minutes
- Dates de sortie : 
  - Suède : 17 décembre 2007
  - Norvège : 26 décembre 2007
  - Danemark : 11 janvier 2008
  - Finlande : 22 février 2008

## Distribution
- Joakim Nätterqvist : Arn Magnusson
- Sofia Helin : Cecilia Algotsdotter
- Stellan Skarsgård : Birger Brosa
- Michael Nyqvist : Magnus Folkesson
- Mirja Turestedt : Sigrid
- Morgan Alling : Eskil Magnusson
- Bibi Andersson : mère Rikissa
- Fanny Risberg : Cecilia 'Blanka' Ulfsdotter
- Simon Callow : père Henry
- Vincent Perez : frère Guilbert
- Driss Roukh : Fakhir
- Gustaf Skarsgård : King Knut
- Martin Wallström : Magnus Månsköld

## Autour du film
Alors que la plupart du temps le film est tourné en suédois et que la majeure partie de la production a été réalisée en Suède, le film est une coproduction entre la Suède, le Danemark, la Norvège, la Finlande, l'Allemagne et le Royaume-Uni. Par souci de réalisme, certaines scènes comprennent des phrases en anglais, en français, en latin et en arabe.
Avec un budget total d'environ 30 millions de dollars pour les deux films, c'est la production la plus chère du cinéma suédois.